# Evergestis pechi
Evergestis pechi là một loài bướm đêm trong họ Crambidae.